# Sanzeno
Sanzeno é uma comuna italiana da região do Trentino-Alto Ádige, província de Trento, com cerca de 906 habitantes. Estende-se por uma área de 7 km², tendo uma densidade populacional de 129 hab/km². Faz divisa com Revò, Dambel, Romallo, Romeno, Cles, Coredo, Tassullo e Taio.

## Galeria

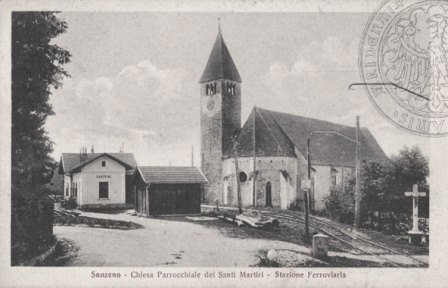
A Estação
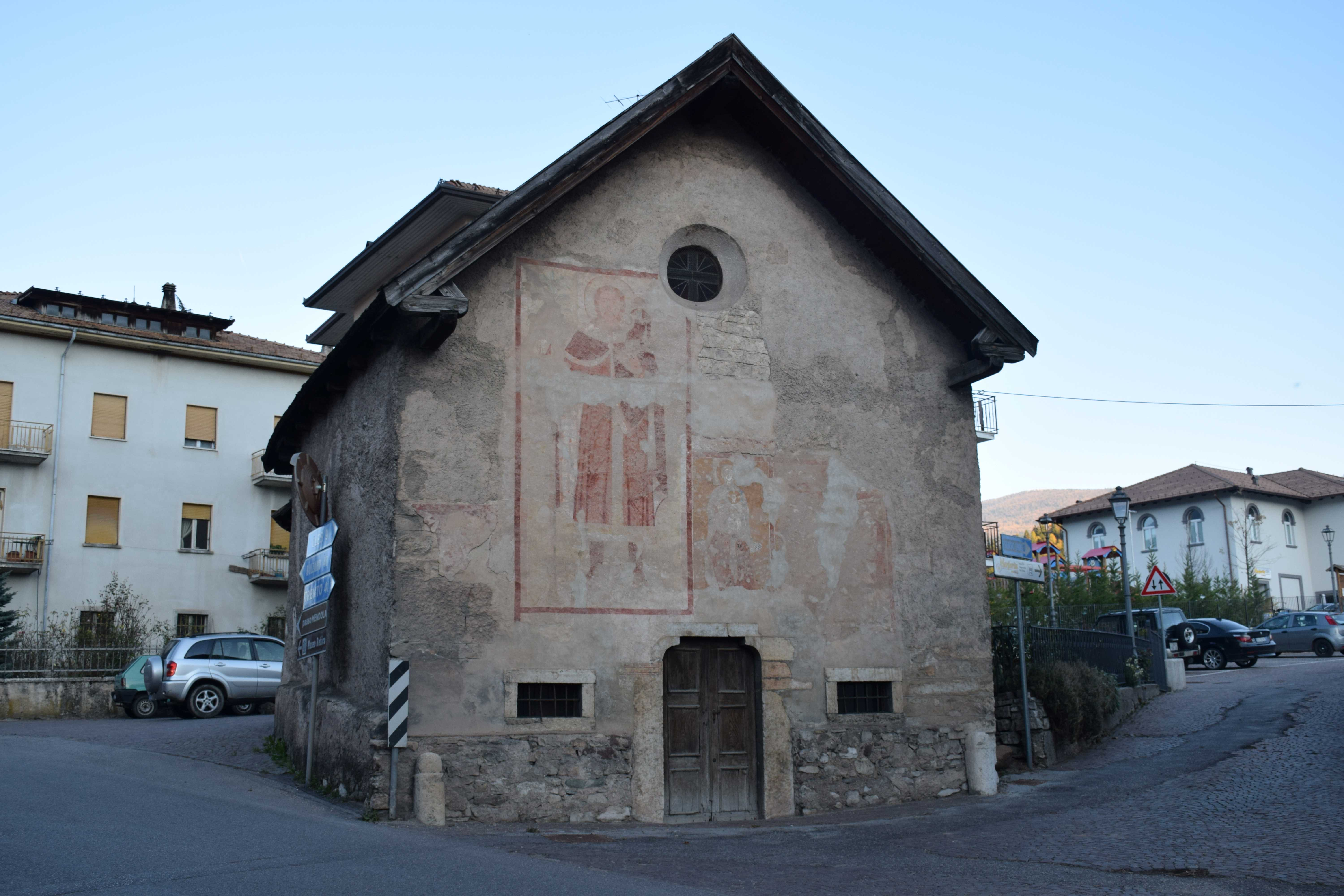
A igreja de são Alexandre